# Герта Дойблер-Ґмелін
Герта Дойблер-Ґмелін (нім. Herta Däubler-Gmelin) (12 серпня 1943, Братислава) — німецька політикиня і юристка, активістка Соціал-демократичної партії Німеччини (СДПН), багаторічна депутатка, у 1998-2002 роках очолювала міністерство юстиції.

## Життєпис
Народилася на території Словаччини. Закінчила середню школу в 1962 році, потім вивчала історію, право, економіку та політологію в університетах Тюбінґена та Берліна . У 1969 та 1974 роках склала державні юридичні іспити 1-2 ступеня. Вона працювала секретарем суду, а в 1974 році почала адвокатську практику у Штутґарті, спеціалізуючись на трудовому праві. У 1990-х роках вона займалася науковою діяльністю у Вільному університеті Берліна .
У 1965 році Герта Дойблер-Ґмелін вступила в СДПН, з 1978 до 2005  була членом федерального правління, а в 1988-1997 роках віце-президенткою партії. У 1972 році вперше була обрана до Бундестаґу. Вона успішно балотувалася та була переобрана на виборах 1976, 1980, 1983, 1987, 1990, 1994, 1998, 2002 і 2005 років, засідаючи в нижній палаті німецького парламенту до 2009 року. У жовтні 1998 року вона була призначена міністром юстиції в першому уряді Ґергарда Шредера, і була на цій посаді до жовтня 2002 року.